# Mike Figgis
Mike Figgis (Carlisle, 28 februari 1948) is een Brits filmregisseur, scenarist en componist.

## Biografie
Figgis werd geboren in Engeland. Toen hij zes maanden oud was, verhuisde hij met zijn ouders naar Kenia. Via zijn vader, die in Nairobi zo nu en dan jazz-dj was, ontdekte Figgis zijn eerste grote passie: muziek. Nadat hij met zijn ouders naar Engeland was teruggekeerd speelde hij zelfs nog toetsen in een bandje met Bryan Ferry. Door het zien van Bonnie and Clyde kreeg Figgis interesse in het maken van films. Na in het theater te hebben gewerkt kwam Figgis dan ook in de filmwereld terecht, eerst met de tv-film The House (1984), daarna met zijn bioscoopdebuut Stormy Monday (1988). Die film trok de aandacht van Hollywood, waardoor Figgis Internal Affairs (1990) mocht regisseren, met Richard Gere en Andy Garcia in de hoofdrollen.
Figgis werd echter het meest geprezen voor de kleinere productie Leaving Las Vegas (1995). Die film vertelt het verhaal van een ontgoochelde filmscenarist met een alcoholverslaving die de laatste dagen van zijn leven wil doorbrengen in Las Vegas. Nicolas Cage won de Oscar voor Beste Acteur voor zijn hoofdrol in de film en Figgis werd genomineerd voor Beste Regisseur en Beste Aangepaste Scenario.
Hierna regisseerde Figgis nog een aantal films en afleveringen voor tv-reeksen, met wisselend succes. Voor het merendeel van zijn films componeerde hij ook zelf de muziek.
In 2013 uitte Figgis hevige kritiek op de Britse filmindustrie. Hij verweet de filmproductie in zijn geboorteland dat er te weinig plaats wordt geboden voor de creatieve vrijheid van de regisseur.

## Films en televisiewerk
- 1984 - The House (tv-film)
- 1988 - Stormy Monday
- 1990 - Internal Affairs
- 1991 - Women & Men 2: In Love There Are No Rules
- 1991 - Liebestraum
- 1993 - Mr. Jones
- 1994 - The Browning Version
- 1995 - Leaving Las Vegas
- 1997 - Flamenco Women
- 1997 - One Night Stand
- 1999 - The Loss of Sexual Innocence
- 1999 - Miss Julie
- 2000 - Timecode
- 2001 - Hotel
- 2001 - The Battle of Orgreave
- 2002 - Ten Minutes Older: The Cello (segment About Time 2)
- 2003 - The Blues (aflevering Red, White, And Blues)
- 2003 - Cold Creek Manor
- 2004 - The Sopranos (aflevering Cold Cuts)
- 2004 - Co/Ma
- 2008 - Love Live Long
- 2010 - The Co(te)lette Film (opname van een dansvoorstelling van de Belgische choreografe Ann Van den Broek)
- 2012 - Suspension of Disbelief
- 2017 - The Battle of Hastings (documentaire)
- 2019 - Somebody Up There Likes Me (documentaire over Ron Wood)

- Biblioteca Nacional de España: XX1112869
- Bibliothèque nationale de France: cb14032720c (data)
- Catàleg d'autoritats de noms i títols de Catalunya: 981058525022706706
- CiNii: DA07526071
- Gemeinsame Normdatei: 11951155X
- International Standard Name Identifier: 0000 0001 0858 3712
- Library of Congress Control Number: no92024855
- MusicBrainz: 75ae6529-000a-45c8-a8be-098a0281e954
- Bibliotheek van het Japanse parlement: 01215615
- Nationale Bibliotheek van Tsjechië: xx0053998
- Nationale Bibliotheek van Israël: 987007317484405171
- Nederlandse Thesaurus van Auteursnamen: 07333779X
- PIC: 322842
- Istituto Centrale per il Catalogo Unico: REAV095362
- LIBRIS: 285419
- SNAC: w66h4pq2
- Système universitaire de documentation: 069907994
- Virtual International Authority File: 69129689
- WorldCat: E39PBJpv3c7vfYRKH7JFCxtR8C